# Linda Hamilton
Pour les articles homonymes, voir Hamilton.
Linda Hamilton est une actrice américaine, née le 26 septembre 1956 à Salisbury (Maryland).
Principalement connue pour avoir interprété le personnage de Sarah Connor dans les films de science-fiction Terminator (1984), Terminator 2 : Le Jugement dernier (1991) et Terminator: Dark Fate (2019), elle est aussi célèbre pour son rôle de Catherine Chandler dans la série télévisée La Belle et la Bête, grâce auquel elle a été nommée deux fois aux Golden Globes et une fois aux Primetime Emmy Awards.
Sa filmographie compte également, entre autres, les films Le Pic de Dante et Haute Trahison.
Elle a été mariée avec le réalisateur James Cameron de 1997 à 1999. Leur divorce reste l’un des plus coûteux d'Hollywood.

## Biographie

### Jeunesse
Linda Hamilton naît à Salisbury, dans le Maryland. Sa mère est une descendante de colons arrivés sur le Mayflower (1620) et son père, Carroll Stanford Hamilton, est médecin. Le père de Linda meurt d'un accident de voiture lorsqu’elle a cinq ans, sa mère se remarie par la suite avec un officier de police. Elle a une sœur jumelle, Leslie Hamilton (née six minutes après elle, décédée le 22 août 2020), une sœur aînée, Laura Hamilton, et un frère cadet, Ford Hamilton.
De son enfance, Linda Hamilton a dit un jour qu'elle avait grandi dans une « famille protestante anglo-saxonne très ennuyeuse », et qu'elle « dévorait les livres » durant son temps libre.
Les parents essayent d'initier leurs enfants aux arts dès leur plus jeune âge. Leur père adorait le théâtre, l’opéra et la musique classique, tandis que leur mère aimait la couture et la peinture. Les quatre enfants grandissent près de la baie de Chesapeake et font leurs études à l'école secondaire Wicomico de Salisbury.
Linda commence à jouer la comédie dès son jeune âge, sans avoir l’idée d’en faire carrière : elle rêve de devenir archéologue ou pompier.

### Débuts au théâtre
Le fait d'avoir interprété le rôle de La Belle au bois dormant est l’un des premiers souvenirs de Linda Hamilton :
« Ma mère prit quelques faux bijoux d’un de ses costumes et fit une couronne pour moi. Je me suis trouvée. Je n’oublierai jamais la joie ressentie à cet instant ». Linda avait trouvé sa voie : « J’aime jouer. J’ai toujours aimé. J’ai fait du théâtre pour enfants quand j’étais jeune. Pas de talent particulier pour autant. Vous savez, j’ai une sœur jumelle alors ils nous avaient mises ensemble. Je suis sûre qu’ils ont pensé que ce serait vraiment mignon d’avoir les jumelles Hamilton pour le même rôle. J’ai découvert ma passion pour jouer à ce moment-là ». Sa passion pour la comédie continue de s’accroître lors de son travail avec un groupe d’enfants jouant du théâtre à Salisbury.
Pendant l’école secondaire, elle devient l’assistante du répétiteur et a aussi dirigé une pièce.
En 1974, après avoir été diplômée de la Wicomico High School, elle s'inscrit au Washington College à Chestertown, Maryland. Là, elle participe à quelques productions d’étudiants tirées du Prométhée enchaîné d’Eschyle, ainsi que The Adding Machine d’Elmer Rice.
Peu de temps après, elle rejoint les Kent Players, une troupe théâtrale basée à Chestertown et joue dans des pièces dont La Souricière (The Mousetrap) d’Agatha Christie, Vu du pont (A View from The Bridge) d’Arthur Miller, mais aussi dans l’adaptation musicale de L'Importance d'être Constant (The Importance of Being Earnest) d’Oscar Wilde, et dans une pièce adaptée de la nouvelle Histoire de Tom Jones, enfant trouvé d’Henry Fielding.
Après deux ans passés au Washington College, elle décide de se rendre à New York afin d’étudier dans une école d’arts dramatiques. Partie avec son petit-ami de l’époque, elle s’inscrit en 1976 au Lee Strasberg Theatre Institute. Elle peut y étudier la technique de jeu et reçoit, entre autres, l’enseignement de Nicholas Ray.
En 1989, un bref retour au Washington College lui permet de recevoir une citation (Alumni Citation) la désignant comme « étudiante exceptionnelle ».

### Carrière à la télévision
À la suite de nombreuses apparitions dans des productions d’étudiants, c’est un petit rôle dans la série télévisée Search for Tomorrow qui permet à Linda Hamilton de commencer sa carrière professionnelle. Son agence, s’apercevant qu'elle était peu demandée au théâtre, l'a alors encouragée à tenter sa chance à Los Angeles.
En 1979, elle emprunte 2 000 dollars et part pour la Californie. Une fois son premier rôle obtenu, une apparition dans Shirley, il ne lui restait plus que 6 dollars.
En 1987, Linda Hamilton fait un retour à ses premiers débuts avec la série La Belle et la Bête, où elle incarne une avocate, Catherine Chandler, vivant une histoire d’amour impossible avec un homme-lion, Vincent, interprété par Ron Perlman. La série rencontre un joli succès et prend fin après trois saisons, en 1990.
En 1998, elle tourne dans plusieurs téléfilms : On the Line, Robots Rising, Rescuers: Stories of Courage: Two Couples, Point Last Seen. Elle joue aussi dans un épisode de la série Batman, les nouvelles aventures.
En 1999, elle tourne dans le téléfilm La Couleur du courage (The Color of Courage), qui relate l’arrivée d’une famille de couleur noire dans un quartier habité exclusivement par des blancs. Ce rôle lui vaut un Satellite Award de la meilleure actrice dans une mini-série ou un téléfilm. Elle joue aussi dans un épisode dans la série Batman, la relève.
En 2005, elle apparaît dans deux épisodes dans la série According to Jim puis en 2006, dans la mini-série Thief.

### Carrière cinématographique

#### Terminator
C’est en 1984 que la carrière de Linda Hamilton prend un tournant décisif, grâce au film de science-fiction Terminator de James Cameron. Dans ce film, elle interprète le rôle de Sarah Connor, une jeune femme vivant à Los Angeles comme serveuse. Sa vie tourne au cauchemar lorsqu'un tueur implacable (Arnold Schwarzenegger) la poursuit pour des raisons inexpliquées.
Quand, en 1984, elle apprend qu’Arnold Schwarzenegger interprétera le rôle du Terminator, Linda n'est pas convaincue : « Je ne prenais pas Schwarzenegger très au sérieux comme acteur à ce moment-là. Je me suis dit : "Oh Seigneur, pourquoi prendre un homme qui ressemble à une machine pour en jouer une ? Prenez quelqu’un de frêle pour faire ces actes surhumains." Et j’avais tort. Il a été employé efficacement, et il a été très bien servi par ce film. »

#### Terminator 2: Le Jugement dernier
En mars 1990, Linda Hamilton accepte de reprendre le rôle de Sarah Connor dans Terminator 2 : Le Jugement dernier, personnage dont la personnalité a fortement évolué, dix ans après les événements du premier film.
En incarnant une femme plus forte et laissant ainsi loin derrière elle la serveuse timide et faible luttant pour prendre sa destinée en main, Sarah est presque un nouveau rôle pour elle. Ainsi, treize semaines avant que le tournage du film ne commence, Linda Hamilton suit un entraînement sportif intensif : « J’ai travaillé avec un coach, six jours par semaine : aérobic, jogging, trampoline mais surtout du bodybuilding ».
Hamilton s’est aussi entraînée au tir, afin de rendre son personnage plus authentique et plus crédible. Une fois son corps métamorphosé, il lui fallait encore entrer dans l’esprit de guerrière de Sarah Connor. Une formation très éprouvante avec un commando israélien l’aide à y parvenir. Au programme : manœuvre des armes, formation de mission, judo et discipline mentale.
Quand la production du film commence, l'actrice, qui avait pris 18 kilos durant sa grossesse, était pourtant maigre. Bien que son poids fût égal à celui de 1984 dans Terminator, son corps n’était maintenant plus que muscles. Son rôle de Sarah Connor reste un personnage mythique avec la citation culte : « Pas de destin, mais ce que nous faisons. »
Dans ce film, deux membres de la famille de Linda font une apparition, son fils Dalton, alors âgé de quatre ans, et sa sœur jumelle, Leslie. On peut voir Dalton dans la scène du parc avant la destruction de Los Angeles et Leslie dans le rôle du T-1000 prenant l’apparence de Sarah (également dans la version longue du film pour les besoins d'un trucage, se faisant passer pour le reflet de Sarah dans un miroir).

#### Poursuite de la carrière
Malgré le fait d’être arrivée à son apogée, en 1991, la carrière de Linda Hamilton prend ensuite un tournant plus calme et moins commercial. À l’époque de Terminator 2, elle explique à un journaliste, lui demandant pourquoi son statut de star ne s'est pas accru après le premier Terminator, que c’était dû à un choix personnel : « Si je l’avais vraiment voulu, j’aurais pu prendre des rôles similaires. Je ne le voulais pas ; après les gens ne vous reconnaissent que comme celle qui a gagné la célébrité avec… » Avant de mettre sa carrière entre parenthèses pendant trois ans, Linda fait une dernière apparition dans l'émission Saturday Night Live.
En 1994, elle retrouve les plateaux de tournage avec le thriller Silent Fall. L’année suivante est un peu plus chargée avec le film Separate Lives et les deux téléfilms, The Way to Dusty Death et A Mother’s Prayer.
En 1996, elle reprend à nouveau son personnage fétiche, Sarah Connor, pour le mini-film T2 3-D: Battle Across Time. Diffusé dans les parcs d’attractions Universal Parks & Resorts, il dure un petit quart d’heure et a coûté la bagatelle de 60 millions de dollars. On y retrouve également Arnold Schwarzenegger, Edward Furlong et Robert Patrick.
Après qu'elle a joué dans le thriller Shadow Conspiracy (1997), on la retrouve dans un film d’action, le Pic de Dante (Dante’s Peak). Elle y partage l’affiche avec Pierce Brosnan. Une apparition dans la série humoristique Frasier termine l’année 1997.
En 2000, suit le film Sex and Mister X et trois épisodes de Buzz Lightyear of Star Command. Le film indépendant Affaires de femmes (A Girl Thing), le téléfilm Bailey's Mistake et le thriller Skeletons in the Closet composent l’année 2001.
En 2003, elle ne souhaite pas faire partie du 3e volet de la saga Terminator, Terminator 3 : le soulèvement des machines. Elle trouve qu’il n’y a pas de nouvelles perspectives pour Sarah dans ce film. Selon elle, ce troisième volet est surtout axé sur les personnages de John Connor et du Terminator. Le fait que James Cameron ne réalise pas le film l’avait déjà fortement dissuadée.

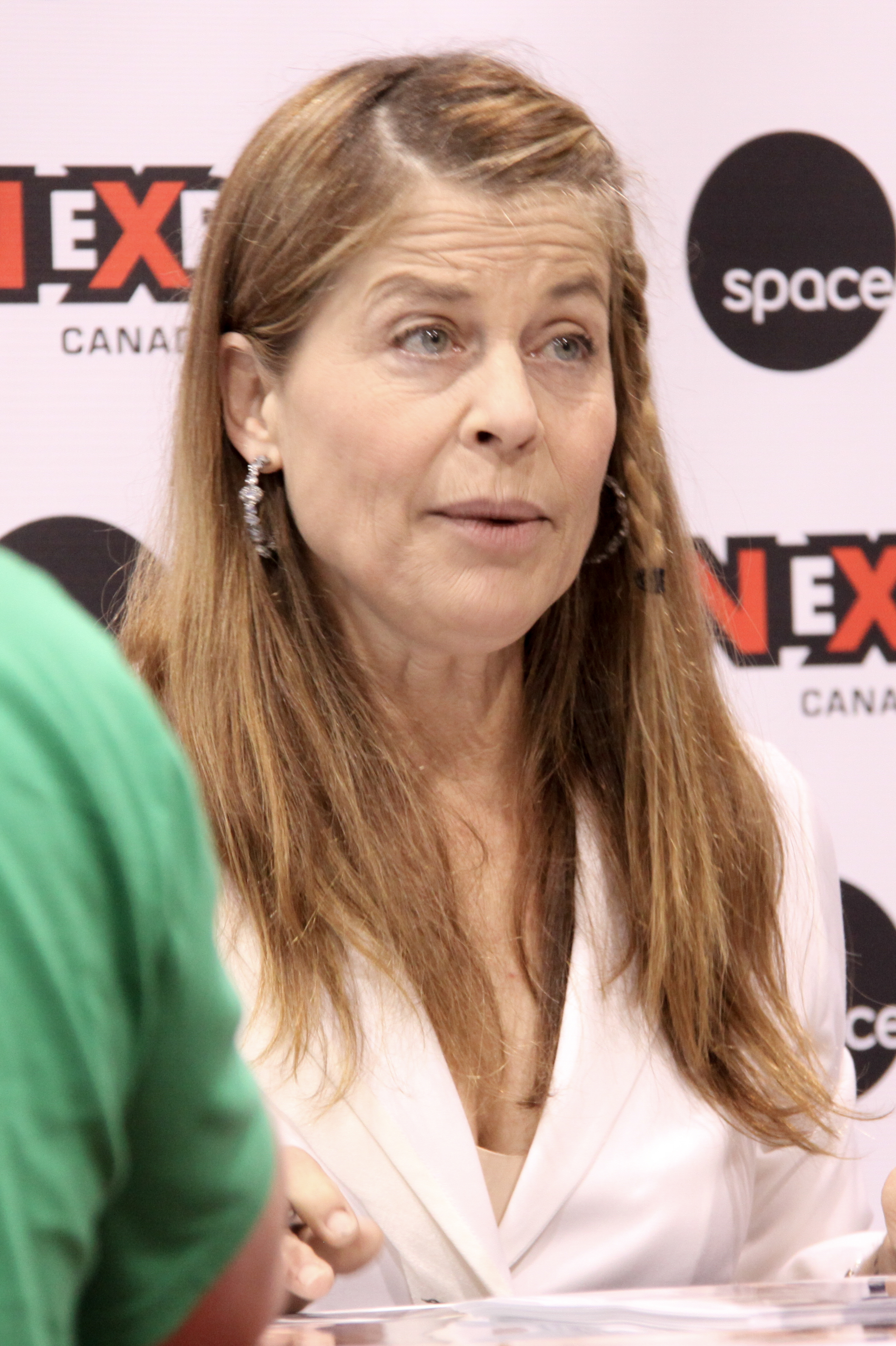
Linda Hamilton en 2013.

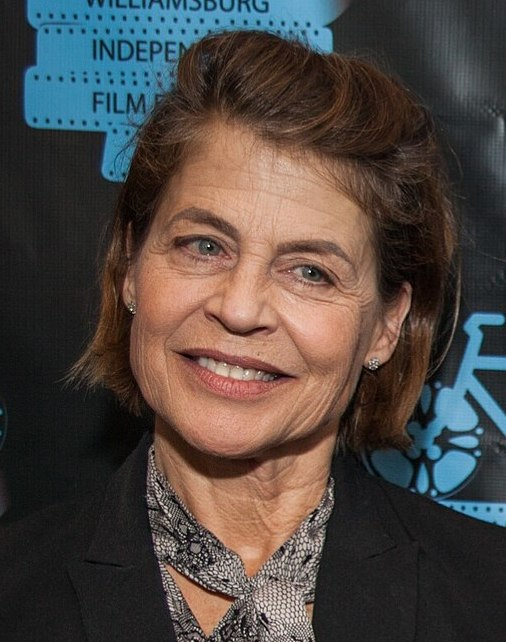
Linda Hamilton en 2016.

En 2003 et 2004, elle apparaît dans les films Wholey Moses et Jonah.
En 2005 et 2006, on la voit dans les films Smile, Missing in America, Broken, In Your Dreams et dans la comédie The Kids and I.
En 2009, elle confirme à MTV qu'elle va reprendre son rôle de Sarah Connor dans Terminator Renaissance réalisé par McG, en tant que voix off : « Nous sommes encore en train d'en parler, je n'ai pas encore lu mes répliques, je ne sais pas de quoi il retourne. Ma contribution sera une voix-off. Je serais sans doute très heureuse de prêter ma voix. Ils sont en train d'écrire cette partie, nous avons fini les négociations »,.
En 2010, elle tourne dans la saison 4 de la série Chuck où elle incarne la mère disparue de Chuck (Zachary Levi), le personnage principal.
En 2017, James Cameron annonce qu'elle reprendra le rôle de Sarah Connor dans le prochain Terminator, réalisé par Tim Miller, où elle retrouvera Arnold Schwarzenegger. Le film, Terminator: Dark Fate, est coécrit et produit par Cameron.
En 2023, elle rejoint le casting de la série à succès du géant américain Netflix " Stranger Things " pour l'ultime saison.

### Vie privée

#### Problèmes personnels et addictions
Le père de Linda Hamilton souffrait de trouble bipolaire, appelé autrefois maniaco-dépression et, très tôt, elle-même en ressentit les symptômes. Cependant, elle refusa longtemps de se soigner avec des médicaments, cette idée lui faisant peur.

Presque toute sa vie fut l’alternance d’un état d’euphorie à un état de tristesse et de désespoir avec, dans l’intervalle, des périodes d’humeur normale. Mais, à la fin de ses trente ans, elle accepte enfin de se soigner à l’aide de médicaments : 

« Finalement je me suis rendue et j’ai accepté. C’est ainsi que Dieu m’a faite. La vie est un petit peu plus dure pour moi. Lorsque c’était devenu épuisant, j’ai demandé de l’aide. Je crois que les anti-dépresseurs m'ont sauvé la vie. »

En 1982, un événement imprévu fait basculer la vie de Linda Hamilton dans l’enfer de la cocaïne et de l’alcool. Quand le temps vient de régler l’acompte de sa propriété, elle découvre que son agent artistique, Harvey Glass, a détourné 107 000 dollars de ses revenus. « C’était un cauchemar, j’ai dû faire un emprunt afin de pouvoir rembourser cet acompte. »
Sa frustration étant terrible, elle commence à prendre de la cocaïne. Devenue très dépendante, elle et un ami vont jusqu’à en acheter vingt-huit grammes pour les « sniffer » complètement. « Il y a des drogues qui stimulent l’âme mais la cocaïne en est une qui ferme juste le cœur. C’est vraiment horrible de sniffer des drogues. J’ai arrêté de moi-même mais à un moment j’ai eu peur de devoir rentrer dans un centre de désintoxication. J’étais vraiment en difficulté. » L’alcool fut aussi un problème à cette époque.
Finalement, après trois années, elle réussit à renoncer à la tentation de la drogue et de l’alcool.

#### Mariages et enfants
Lors du tournage de son premier film, T.A.G.: Le Jeu de l'Assassinat (1982), Linda Hamilton rencontre son premier mari, l’acteur Bruce Abbott. Ils se marient dans l’année, le 19 décembre 1982. À l’âge de trente-trois ans, l'actrice souhaite avoir un enfant. Après avoir fait une fausse couche, elle se retrouve rapidement de nouveau enceinte et quitte alors la série La Belle et la Bête afin de se consacrer à sa famille. Son premier enfant, un garçon prénommé Dalton, nait le 4 octobre 1989. Peu de temps après la naissance de leur fils, le couple se sépare. Leur divorce est prononcé à la fin de l’année 1989.
Après avoir terminé le tournage de Terminator 2, Linda Hamilton entame une relation avec le réalisateur du film, James Cameron. En 1992, ils souhaitent agrandir leur famille, mais leur projet se voit retardé, Linda Hamilton ayant fait deux fausses couches. Finalement, le 15 février 1993, naît une fille, prénommée Joséphine Archer. Le couple se marie le 26 juillet 1997 à Malibu (Californie).
En avril 1998, elle découvre la relation extraconjugale de Cameron avec Suzy Amis, rencontrée durant le tournage du film Titanic. Le couple décide alors de se séparer. À la fin de l’année, la procédure de divorce est lancée, leurs différends les rendant irréconciliables. L’issue de ce divorce médiatique coûtera cher à James Cameron : d’après les tabloïds, l'actrice aurait obtenu un peu moins de 53 millions de dollars, soit plus de la moitié des revenus que Titanic avait rapportés à Cameron. Elle obtient également la garde de leur fille Joséphine, alors âgée de cinq ans. Au tribunal, l'actrice ne cache pas son amertume : « Nous n'avons rien en commun à l'exception de notre fille. C'est vraiment un pauvre type, pauvre et malheureux. » Le couple divorce à la fin de 1999 ou au début de l'année 2000.
Il est alors régulièrement rapporté que leurs relations continuaient d’être houleuses. Cependant, au début de l’année 2001, Linda Hamilton affirme avec insistance que leurs tensions font partie du passé : « Les gens seraient surpris de savoir à quel point nous sommes amis. »
Son divorce l’ayant beaucoup affectée, elle reste alors célibataire pendant deux ans.

## Filmographie

### Cinéma
- 1979 : Night-Flowers de Louis San Andres : Wafer
- 1982 : TAG : Le Jeu de l'assassinat de Nick Castle : Susan Swayze
- 1984 : Les Démons du maïs de Fritz Kiersch : Vicky
- 1984 : The Stone Boy de Christopher Cain : Eva Crescent Moon Lady on Bus
- 1984 : Terminator de James Cameron : Sarah Connor
- 1986 : Sans issue d'Harley Cokeliss : Nina
- 1986 : King Kong 2 de John Guillermin : Amy Franklin
- 1990 : Monsieur Destinée de James Orr : Ellen Jane Burrows / Robertson
- 1991 : Terminator 2 : Le Jugement dernier de James Cameron : Sarah Connor
- 1994 : Silent Fall de Bruce Beresford : Karen Rainer
- 1995 : Présumée Coupable de David Madden : Lauren Porter
- 1996 : T2 3-D: Battle Across Time de John Bruno et James Cameron : Sarah Connor
- 1997 : Haute Trahison de George P. Cosmatos : Amanda Givens
- 1997 : Le Pic de Dante de Roger Donaldson : Rachel Wando[9]
- 1999 : The Secret Life of Girls de Holly Goldberg Sloan : Ruby Sanford
- 2001 : Skeletons in the Closet de Wayne Powers (vidéo) : Tina Conway
- 2003 : Wholey Moses de Todd Heyman (court-métrage) : Valerie
- 2004 : Jonah d'Adam Penn (court-métrage) : June
- 2005 : Smile (en) de Jeffrey Kramer : Bridgette
- 2005 : Missing in America de Gabrielle Savage Dockterman : Kate
- 2005 : The Kid & I de Penelope Spheeris : Susan Mandeville
- 2006 : Broken de Georgette Hayden : Karen
- 2007 : In Your Dreams de Gary Sinyor : Georgie
- 2009 : Terminator Renaissance de McG : Sarah Connor (voix, non créditée)
- 2009 : Holy Water de Tom Reeve : Cory Williams
- 2010 : Refuge de Mark Medoff : Amelia Philips
- 2013 : La Maison du silence de Nicholas Brandt et Lisa Hamil : Margaret
- 2013 : Lost Luck : Leslie
- 2019 : Terminator: Dark Fate de Tim Miller : Sarah Connor

### Télévision

#### Séries télévisées
- 1980 : Les Retrouvailles (Reunion) de Russ Mayberry : Anne Samoorian
- 1980 : Vol et mariage, un cas de conscience (Rape and Marriage: The Rideout Case) de Peter Levin (en) : Greta Rideout
- 1980 : Secrets of Midland Heights (série) : Lisa Rogers
- 1980 : King's Crossing (série) : Lauren Hollister
- 1982 : Country Gold de Gilbert Cates : Josie Greenwood
- 1983 : Wishman de James Frawley : Mattie MacGregor
- 1983 : Secrets of a Mother and Daughter de Gabrielle Beaumont : Susan Decker
- 1984 : Capitaine Furillo (saison 4, épisodes 13 à 16) : Sandy Valpariso
- 1985 : Les Filles du KGB (Secret Weapons) de Don Taylor : Elena Koslov / Joanna
- 1985 : Mac Gyver ("situation explosive", saison 1, épisode 8), rôle de Lisa.
- 1986 : Club Med de Bob Giraldi : Kate
- 1986 : Arabesque (saison 2, épisode 20) : Carol McDermott
- 1987-1990 : La Belle et la Bête (série) : Catherine Chandler
- 1988 : La Délivrance (Go toward the light) de Mike Robe : Claire Madison
- 1995 : Le Combat pour la vie (A Mother's Prayer) de Larry Elikann : Rosemary Holmstrom
- 1995 : The Way to Dusty Death de Geoffrey Reeve : Beth MacAlpine
- 1998 : On the Line d'Elodie Keene : Jean Martin
- 1998 : Rescuers: Stories of Courage: Two Couples de Tim Hunter et Lynne Littman (segment « Marie Taquet ») : Marie Taquet
- 1998 : Le Chemin de l'espoir (Point Last Seen) d'Elodie Keene (téléfilm) : Rachel Harrison
- 1999 : La Couleur du courage (The Color of Courage) (téléfilm) de Lee Rose : Anna Sipes
- 2000 : L'Art de séduire (en) (Sex and Mrs. X) d'Arthur Allan Seidelman : Joanna Scott
- 2001 : Affaires de femmes de Lee Rose : Rachel Logan
- 2001 : Le Souvenir en héritage de Michael M. Robin : Liz Donovan
- 2002 : Silent Night (en) de Rodney Gibbons : Elisabeth Vincken
- 2006 : Pour vivre un grand amour de Gail Harvey : Julie Bedford
- 2006 : Take 3 de Georgette Hayden (téléfilm) : Kate
- 2006 : Thief (mini-série) : Roselyn Moore
- 2010-2012 : Chuck : Mary Elizabeth Bartowski alias « Frost » (12 épisodes)
- 2013 : Air Force One ne répond plus de Cilla Ware : Harriet Rowntree
- 2013 : Lost Girl (saison 3 épisode 10 et saison 4[10], épisode 11 et saison 5, épisode 11) : Acacia
- 2014 : Defiance : Pilar McCawley (4 épisodes)
- 2014 : La Créature des Bermudes (Bermuda Tentacles) de Nick Lyon (téléfilm) : l'amiral Hansen
- 2016 : Les Obstacles de la vie (A Sunday Horse) (téléfilm) : Mrs. Walden
- 2021 : Resident Alien : le général McCallister
- 2025 : Stranger Things 5

#### Séries d'animation
- 1998 : Batman (The New Batman Adventures) : Susan Maguire (épisode Chemistry)
- 1999 : Batman, la relève (Batman Beyond) : le Dr Stephanie Lake (épisode Meltdown)

### Jeu vidéo
- 2019 : Gears 5 : Sarah Connor

## Distinctions

### Récompenses

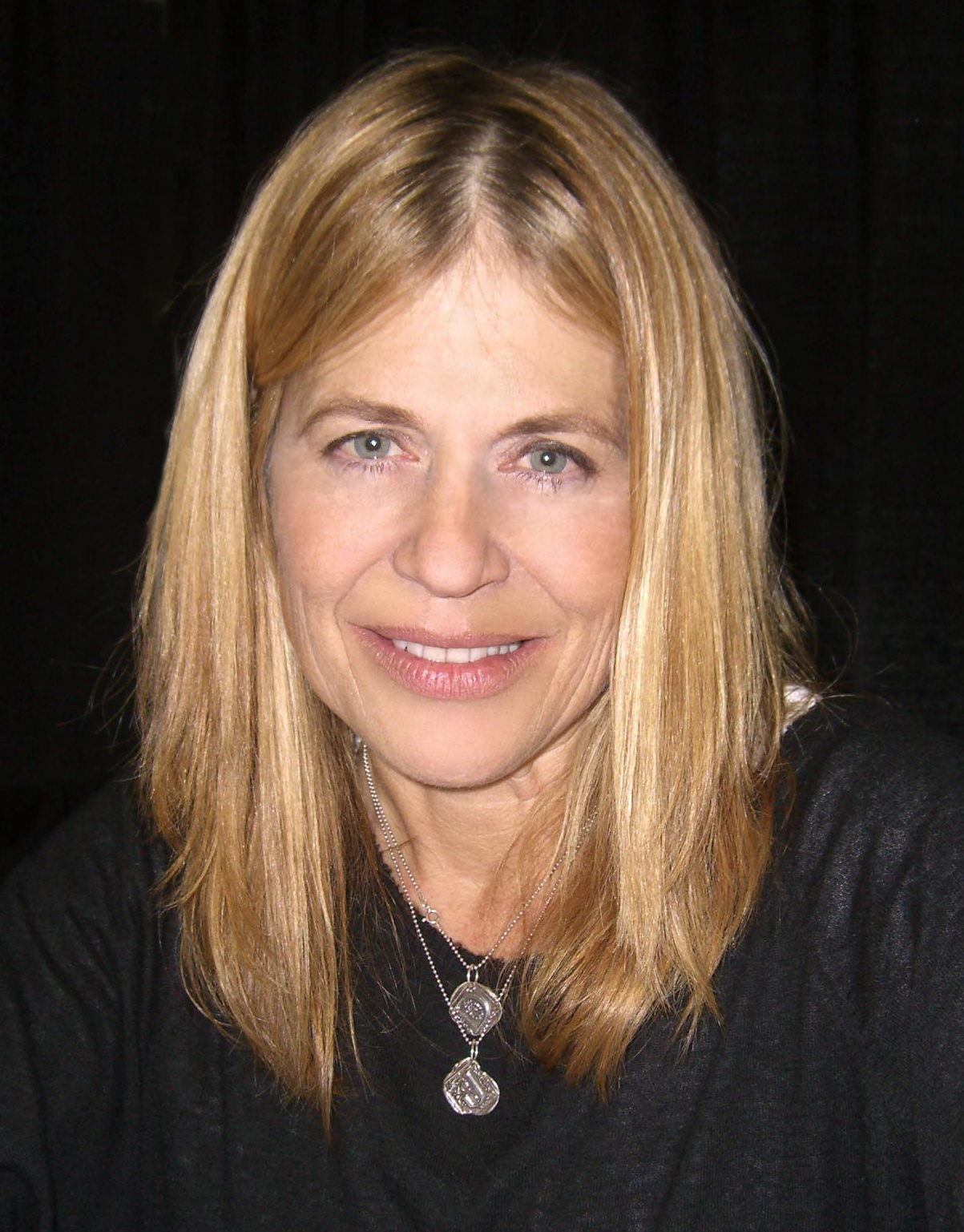
Linda Hamilton en 2009.

- Saturn Awards 1992 : meilleure actrice pour Terminator 2 : Le Jugement dernier
- MTV Movie Awards 1992 :
  - Meilleure performance féminine Terminator 2 : Le Jugement dernier
  - Femme la plus désirable pour Terminator 2 : Le Jugement dernier
- CableACE Awards 1995 : meilleure actrice dans Le Combat pour la vie
- Blockbuster Entertainment Awards 1998 : actrice favorite dans Le Pic de Dante
- Satellite Awards 2000 : meilleure actrice dans une mini-série ou un téléfilm dans La Couleur du courage

### Nominations
- Saturn Awards 1985 : meilleure actrice pour Terminator
- Golden Globes 1988 : meilleure actrice dans une série dramatique pour La Belle et la Bête
- Primetime Emmy Awards 1989 : meilleure actrice dans une série télévisée dramatique pour La Belle et la Bête
- Golden Globes 1989 : meilleure actrice dans une série dramatique pour La Belle et la Bête
- Golden Globes 1996 : meilleure actrice dans une mini-série ou un téléfilm pour Le Combat pour la vie

### Doctorat honorifique
En reconnaissance de ses performances au théâtre et au cinéma, Linda Hamilton reçoit un doctorat honorifique en arts lors de la 221e cérémonie de remise de diplômes du Washington College, le 18 mai 2003.

## Voix françaises
En France, Véronique Augereau est la voix française régulière de Linda Hamilton,.
En France
| - Véronique Augereau dans : - Terminator 2 : Le Jugement dernier - Le Pic de Dante - T2 3-D: Battle Across Time - On the line (téléfilm) - Le Chemin de l'espoir (téléfilm) - L'Art de séduire (téléfilm) - Le Souvenir en héritage (téléfilm) - Affaires de femmes (téléfilm) - Silent Night (téléfilm) - Thief (mini-série télévisée) - Terminator Renaissance (voix) - Chuck (série télévisée) - Air Force One ne répond plus (téléfilm) - Defiance (série télévisée) - Terminator: Dark Fate | et aussi - Dorothée Jemma dans Les Démons du maïs - Élisabeth Wiener dans Terminator - Martine Irzenski dans Sans issue - Béatrice Delfe dans King Kong 2 - Francine Lainé dans Arabesque (série télévisée) - Frédérique Tirmont dans La Belle et la Bête (série télévisée) - Anne Jolivet dans Monsieur Destinée - Maïté Monceau dans Le Combat pour la vie (téléfilm) - Anne Canovas dans Haute Trahison - Manuela Servais dans Lost Girl (série télévisée) |